# Eugen Wanner
Eugen Wanner – szwajcarski strzelec, medalista mistrzostw świata.
Był związany z Zurychem. 
Jeden z sześciu strzelców szwajcarskich, którzy zostali powołani do reprezentacji Szwajcarii w pistolecie dowolnym na Mistrzostwa Świata w Strzelectwie 1909. Wraz z kolegami z reprezentacji uplasował się na drugiej pozycji w tejże konkurencji (skład drużyny: Mathias Brunner, Karl Hess, Conrad Karl Röderer, Konrad Stäheli, Eugen Wanner). Był to zarazem jedyny medal mistrzostw świata zdobyty przez Wannera. 

## Medale mistrzostw świata
Opracowano na podstawie materiałów źródłowych:
| Mistrzostwa  | Konkurencja                       | Wynik             | Miejsce |
| ------------ | --------------------------------- | ----------------- | ------- |
| Hamburg 1909 | Pistolet dowolny, 50 m, drużynowo | 2450 pkt. (druż.) |         |